# Albert Samain
Albert Victor Samain (n. 3 aprilie 1858 — d. 18 august 1900) a fost un poet și scriitor francez al școlii Simboliste.
Născut în Lille, tatăl lui Samain a murit când el era destul de tânăr; a fost necesar ca el să lase școala și să-și caute de lucru. S-a mutat la Paris în jurul anului 1880, unde arta lui poetică i-a câștigat existența, și unde a început să se combine cu societatea literară de avangardă și să-și recite în public poemele la localul „Le Chat Noir”. Poemele lui au fost foarte puternic influențate de cele al lui Baudelaire, și au început să atingă un ton mai morbid, elegic. Totodată el a fost influențat și de Verlaine; operele lui revelează un gust pentru imagini indecisive, vage. Samain a ajutat la fondarea magazinului Mercure de France, și în același timp a lucrat și la magazinul Revue des Deux Mondes.
Samain a publicat trei volume de versuri: Le jardin de l'infante (1893), care l-a făcut cunoscut; Aux flancs du vase (1898) și Le Chariot d'or (1901). Samain a murit din cauza tuberculozei în august 1900.